# 表参道GROUND
表参道GROUND（おもてさんどうグラウンド）は、東京都渋谷区神宮前にある多目的ライブスペース。
音楽ライブを中心にアイドルイベントやお笑い芸人などのライブが多く行われている。ライブハウス内にはカメラなどの機材が配備されており、チケッティングを含めたライブ配信業も行う。加えて、撮影スタジオとしてのレンタルサービスやライブMV・ライブ動画の撮影、編集などの幅広いオプションが用意されている。
2025年1月からは、毎月第二水曜日に落語立川流の落語家による寄席が開催されている。